# Cheilanthes arizonica
Cheilanthes arizonica là một loài thực vật có mạch trong họ Adiantaceae. Loài này được (Maxon) Mickel miêu tả khoa học đầu tiên năm 1979.